# German Juniors 2003
Das German Juniors 2003 im Badminton fand vom 6. bis zum 9. März 2003 in Bottrop statt. Es war die 20. Austragung dieses bedeutendsten internationalen Juniorenwettkampfs Deutschland. Die Dieter-Renz-Halle war zum zweiten Mal der Austragungsort.

## Sieger und Platzierte
| Disziplin    | Gold                         | Silber                                  | Bronze                             |
| ------------ | ---------------------------- | --------------------------------------- | ---------------------------------- |
| Herreneinzel | Yuichi Ikeda                 | Marc Zwiebler                           | Petr Koukal                        |
| Herreneinzel | Yuichi Ikeda                 | Marc Zwiebler                           | Ahn Yoo-chang                      |
| Dameneinzel  | Ha Jung-eun                  | Jang Soo-young                          | Yu Hirayama                        |
| Dameneinzel  | Ha Jung-eun                  | Jang Soo-young                          | Niina Iwata                        |
| Herrendoppel | Yoo Yeon-seong Jeon Jun-bum  | Shinji Shinkai Yuichi Ikeda             | Robin Middleton Chris Langridge    |
| Herrendoppel | Yoo Yeon-seong Jeon Jun-bum  | Shinji Shinkai Yuichi Ikeda             | Park Young-woong Lee Yong-dae      |
| Damendoppel  | Yuka Hayashi Yu Wakita       | Mie Schjøtt-Kristensen Camilla Sørensen | Yumiko Kaji Yasuyo Imabeppu        |
| Damendoppel  | Yuka Hayashi Yu Wakita       | Mie Schjøtt-Kristensen Camilla Sørensen | Jang Soo-young Kang Hae-won        |
| Mixed        | Kimihiro Yamaguchi Yu Wakita | Marc Zwiebler Birgit Overzier           | Lee Yong-dae Kang Hae-won          |
| Mixed        | Kimihiro Yamaguchi Yu Wakita | Marc Zwiebler Birgit Overzier           | Mads Hallas Mie Schjøtt-Kristensen |